# Les Nuits de New York
Pour le film de Charles Brabin, voir Les Nuits de New York (film, 1920).
Pour le film de 1934, voir Les Nuits de New York (film, 1934).
Pour plus de détails, voir Fiche technique et Distribution.
Les Nuits de New York (New York Nights) est un film américain en noir et blanc réalisé par Lewis Milestone, sorti en 1929.
C'est le premier film parlant de l'actrice Norma Talmadge.

## Synopsis
Jill Deverne est une choriste mariée au compositeur et alcoolique Fred. Elle souhaite montrer sa dernière chanson à Joe Prividi, un racketteur qui est aussi le producteur du spectacle musical dans lequel elle travaille. Il accepte d'utiliser la chanson de Fred, mais ce dernier refuse les traitements de faveur et rejette l'offre de Prividi. Lorsque ce dernier utilise quand même la chanson, Fred et son ami Johnny Dolan, alors ivres dans une boite de nuit, l'apprennent et se fâchent.
Lors d'une descente, la police découvre Fred avec la choriste Ruthie dans une fâcheuse posture et Jill, dégoûtée par son comportement, le quitte. Elle est bientôt courtisée par Prividi, qui est envers elle surprotecteur. Lors d'une soirée privée, un joueur s'en prend à elle avant d'être abattu de sang froid par Prividi. Ce dernier est arrêté puis envoyé en prison. Jill ne voulant pas être abandonnée, envisage un avenir avec Fred, ce qui rend Prividi jaloux. Il envoie ses hommes armés pour le tuer, mais la police les arrêtent, tandis que Jill et Fred partent en train pour commencer une nouvelle vie.

## Fiche technique
- Titre original : New York Nights
- Titre français : Les Nuits de New York
- Réalisation : Lewis Milestone
- Scénario : Jules Furthman
  - d'après la pièce de théâtre Tin Pan Alley de Hugh Stanislaus Stange (en) (1924)
- Photographie : Ray June
- Montage : Hal C. Kern
- Producteur : Joseph M. Schenck, John W. Considine Jr., Norma Talmadge
- Société de production : Feature Productions (A Joseph M. Schenck Production)
- Société de distribution : United Artists
- Pays de production :  États-Unis
- Langue originale : anglais américain
- Format : noir et blanc — 35 mm — 1,20:1 — son : mono (Western Electric Sound System)
- Genre : drame, policier
- Durée : 82 minutes
- Dates de sortie : 
  - États-Unis : 28 décembre 1929
  - France : 10 décembre 1931 (sortie limitée)

## Distribution
- Norma Talmadge : Jill Deverne
- Gilbert Roland : Fred Deverne
- John Wray : Joe Prividi
- Lilyan Tashman : Peggy
- Mary Doran : Ruthie Day
- Roscoe Karns : Johnny Dolan

Acteurs non crédités
- Tetsu Komai : un serveur
- Tom London : un policier